# Guldbaggen för bästa manliga skådespelare i en biroll
Guldbaggen för bästa manliga skådespelare i en biroll har delats ut sedan 1996.

## Historik
Kategorin infördes samtidigt som kategorin för bästa kvinnliga huvudroll. Innan Guldbaggegalan 2023 var prisets namn Guldbaggen för bästa manliga biroll. Till Guldbaggegalan 2017 ökades nomineringarna från tre till fyra stycken.
Redan vid Guldbaggegalan 1993 fick Ernst Günther motta Guldbaggen för kreativa insatser för sin biroll som Gottfrid i Änglagård.

## Vinnare och nominerade
Vinnare presenteras överst i fetstil och gul färg, och övriga nominerade för samma år följer under. Året avser det år som filmerna hade premiär i Sverige, varpå de tilldelades priset på galan därefter.

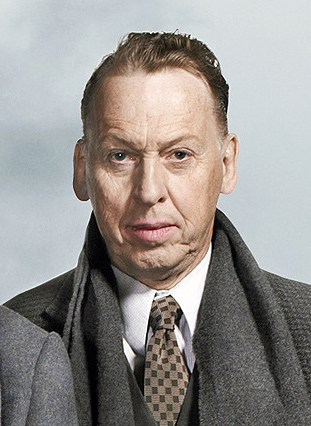
Tomas von Brömssen vann den första Guldbaggen i den här kategorin.

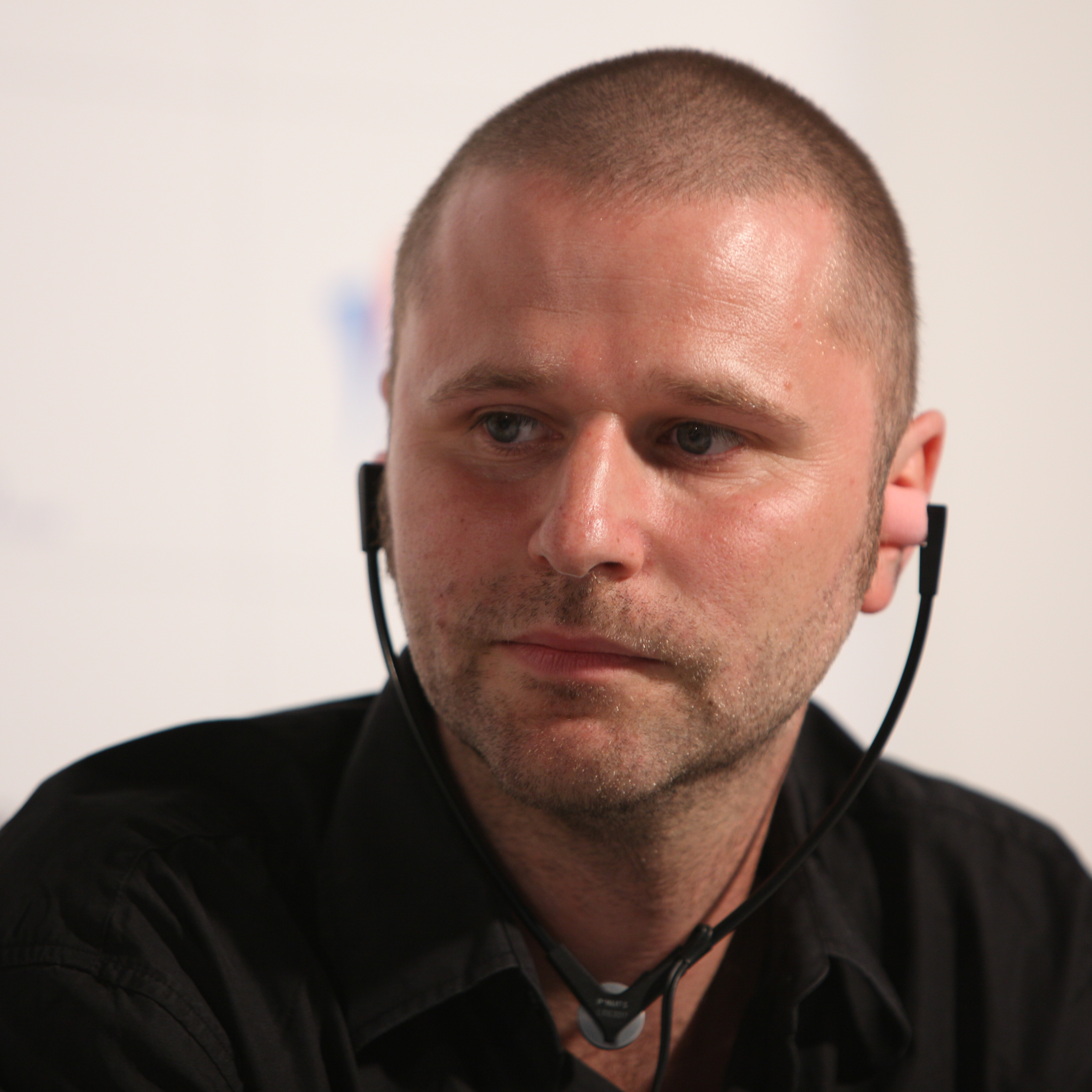
Shanti Roney vann en Guldbagge 1999.

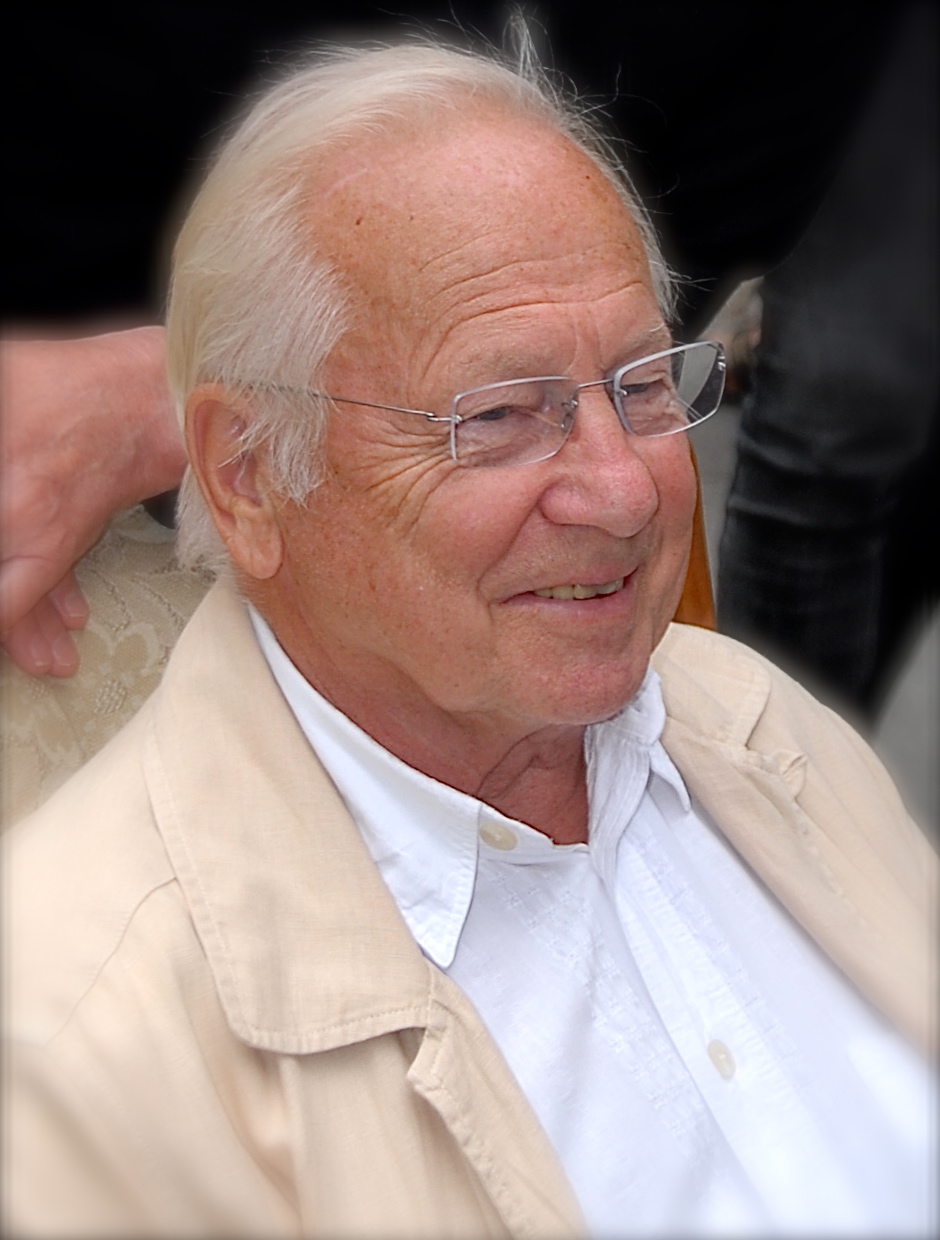
Ingvar Hirdwall vann en Guldbagge 2003.

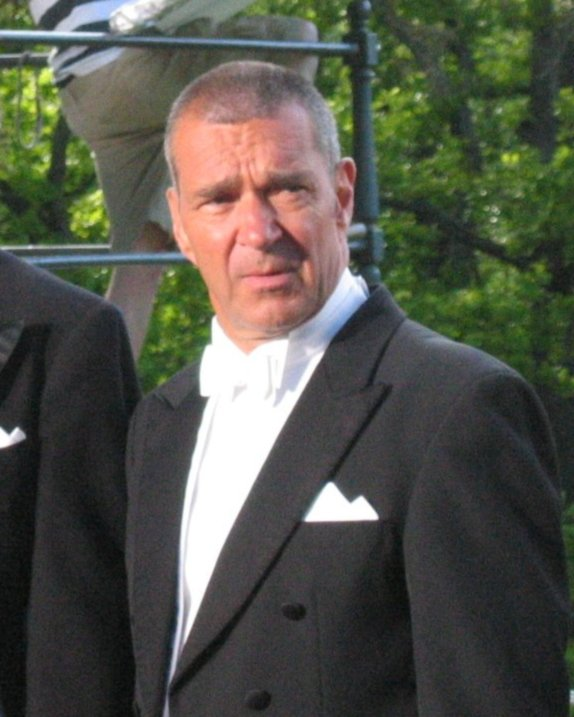
Kjell Bergqvist i den Guldbaggebelönade rollen som Jonny i Bröllopsfotografen.

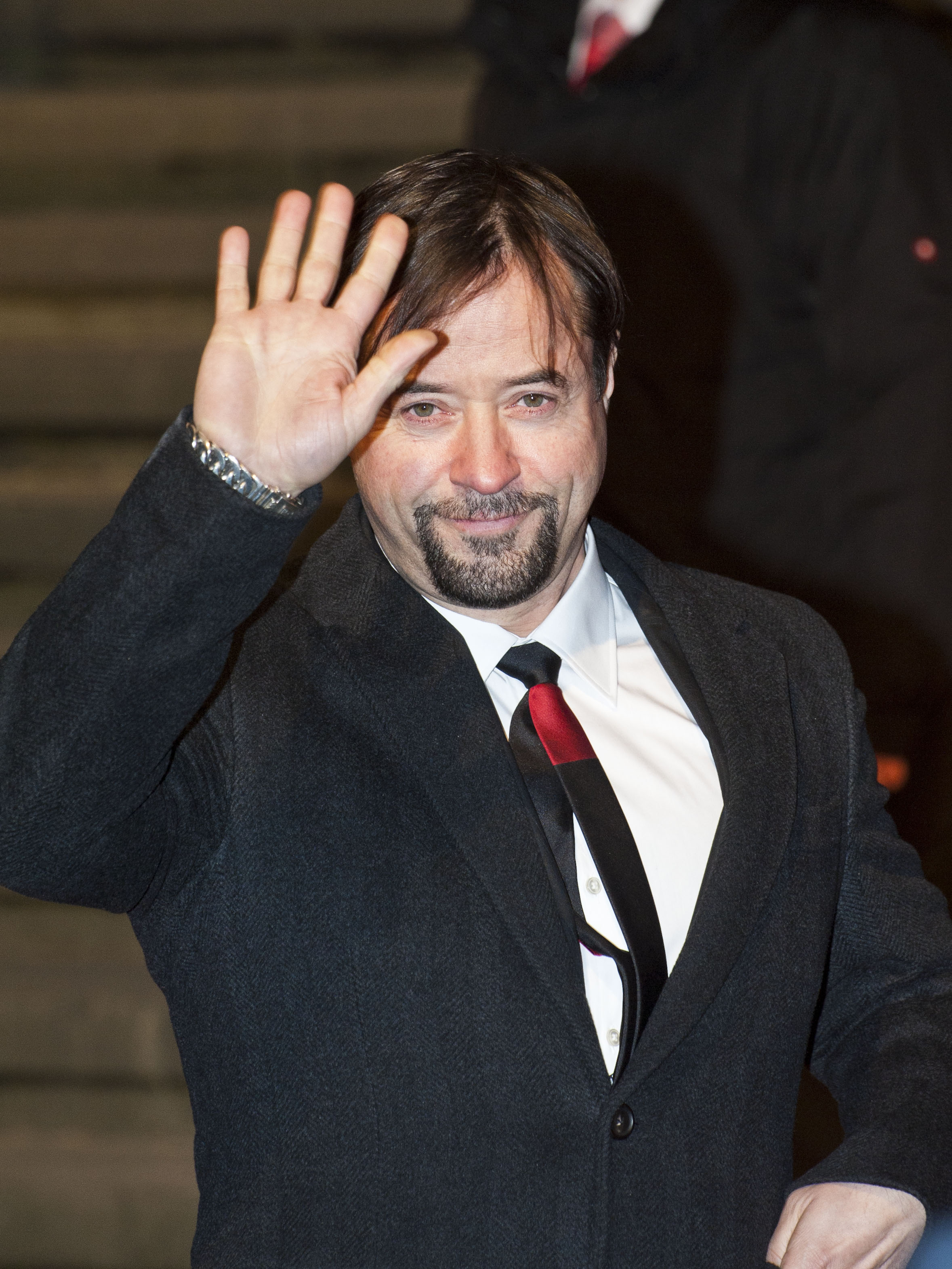
Jan Josef Liefers vann en Guldbagge 2011.

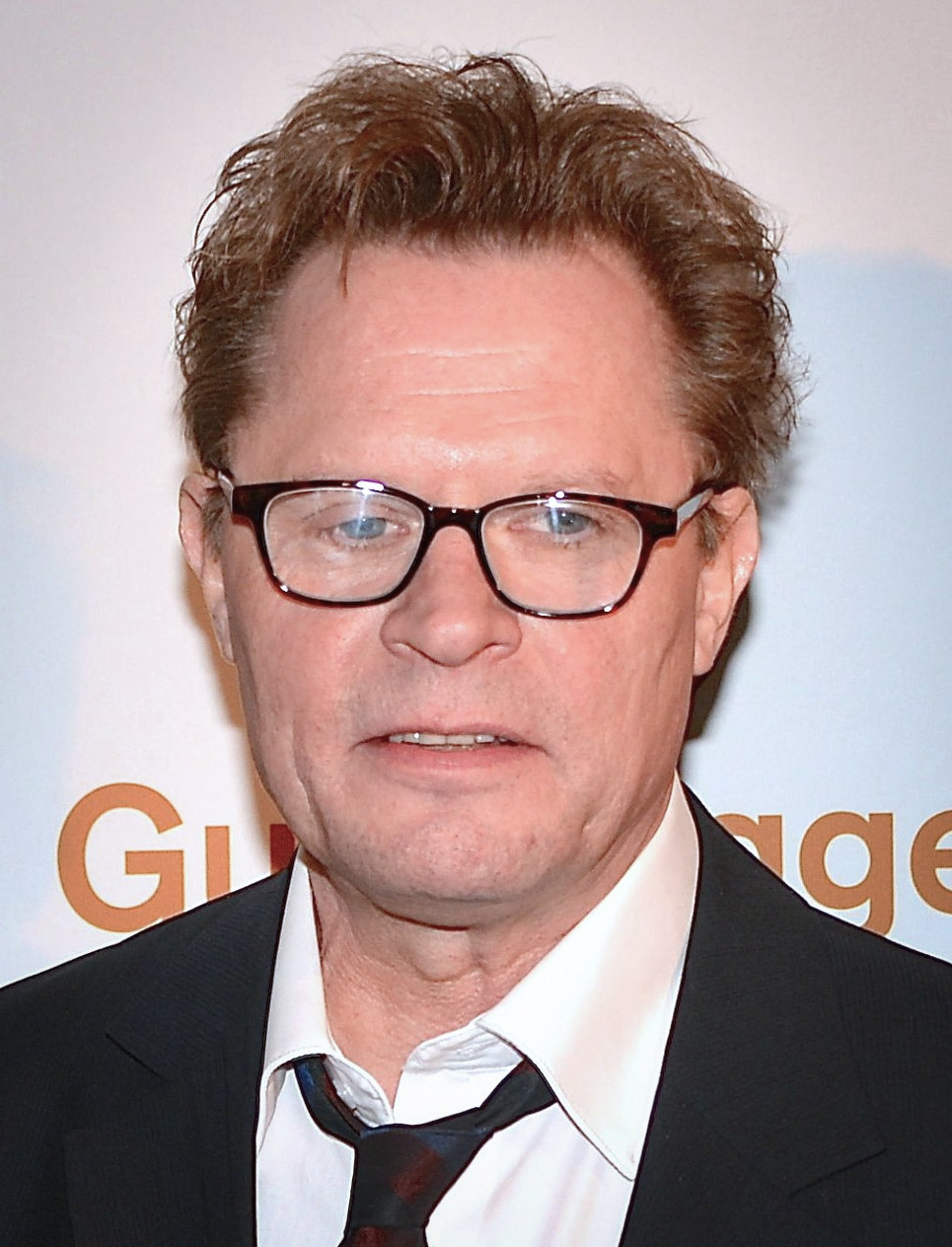
Peter Carlberg efter vinsten vid Guldbaggegalan 2013.

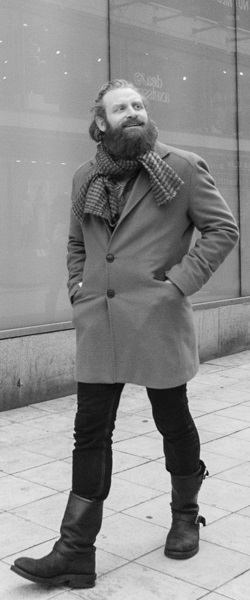
Kristofer Hivju vann 2014 för sin roll i Turist.

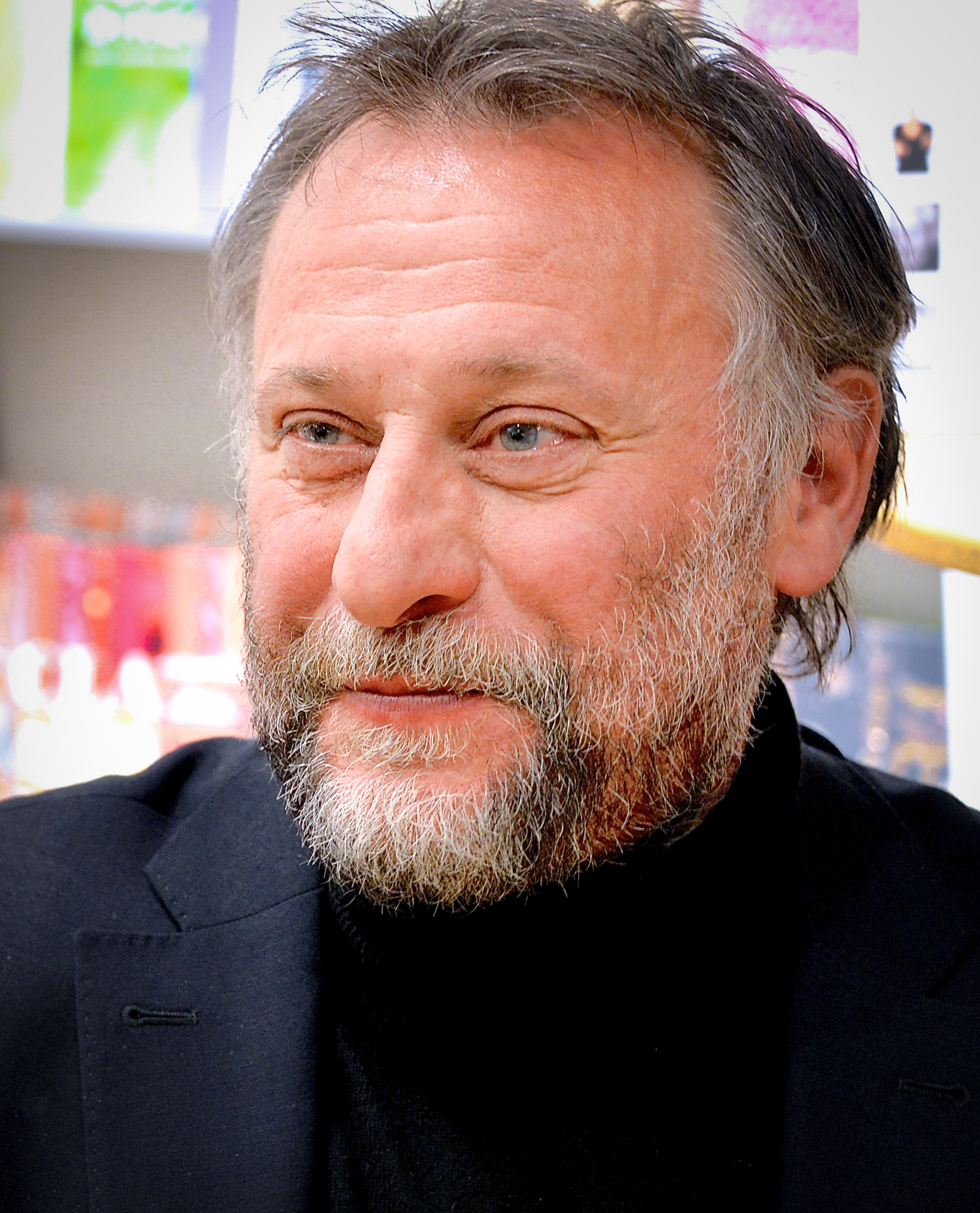
Michael Nyqvist vann 2016 för sin roll i Den allvarsamma leken.

### 1990-talet
| År          | Skådespelare       | Film                           | Roll           |
| ----------- | ------------------ | ------------------------------ | -------------- |
| 1995 (31:a) | Tomas von Brömssen | Lust och fägring stor          | Kjell/"Frank"  |
| 1995 (31:a) | Jonas Karlsson     | 30:e november                  | Tobbe          |
| 1995 (31:a) | Thommy Berggren    | Stora och små män              | Flodin         |
| 1996 (32:a) | Lennart Jähkel     | Jägarna                        | Leif Bäckström |
| 1996 (32:a) | Reine Brynolfsson  | Jerusalem                      | Tim            |
| 1996 (32:a) | Sven-Bertil Taube  | Jerusalem                      | Helgum         |
| 1997 (33:e) | Emil Forselius     | Tic Tac                        | Lasse          |
| 1997 (33:e) | Jacob Ericksson    | Adam & Eva                     | Åke Braun      |
| 1997 (33:e) | Krister Henriksson | Slutspel                       | Jonny          |
| 1998 (34:e) | Thommy Berggren    | Glasblåsarns barn              | Härskaren      |
| 1998 (34:e) | Johan Widerberg    | Under solen                    | Erik           |
| 1998 (34:e) | Ralph Carlsson     | Fucking Åmål                   | Olof           |
| 1999 (35:e) | Shanti Roney       | Vägen ut                       | Glenn          |
| 1999 (35:e) | Peter Andersson    | Noll tolerans                  | Leo Gaut       |
| 1999 (35:e) | Dan Ekborg         | Tomten är far till alla barnen | Gunnar         |

### 2000-talet
| År          | Skådespelare        | Film                                        | Roll                      |
| ----------- | ------------------- | ------------------------------------------- | ------------------------- |
| 2000 (36:e) | Said Oveissi        | Vingar av glas                              | Abbas                     |
| 2000 (36:e) | Brasse Brännström   | Gossip                                      | Rolf Andersson            |
| 2000 (36:e) | Michael Nyqvist     | Tillsammans                                 | Rolf                      |
| 2001 (37:e) | Brasse Brännström   | Sprängaren                                  | Nils Langeby              |
| 2001 (37:e) | Anders Ahlbom       | Leva livet                                  | Rune                      |
| 2001 (37:e) | Shanti Roney        | Beck - Hämndens pris                        | Dag Sjöberg               |
| 2002 (38:e) | Göran Ragnerstam    | Suxxess                                     | Robert                    |
| 2002 (38:e) | Alexander Skarsgård | Hundtricket                                 | Robinson-Micke            |
| 2002 (38:e) | Lennart Jähkel      | Suxxess                                     | James                     |
| 2003 (39:e) | Ingvar Hirdwall     | Om jag vänder mig om                        | Knut                      |
| 2003 (39:e) | Gösta Ekman         | Skenbart - en film om tåg                   | Theodor "Pompe" Bäckström |
| 2003 (39:e) | Gustaf Skarsgård    | Ondskan                                     | Otto Silverhielm          |
| 2004 (40:e) | Ulf Brunnberg       | Fyra nyanser av brunt                       | Olle                      |
| 2004 (40:e) | Joakim Lindblad     | Masjävlar                                   | Jan-Olof                  |
| 2004 (40:e) | Lennart Jähkel      | Så som i himmelen                           | Arne                      |
| 2005 (41:a) | Magnus Krepper      | Mun mot mun                                 | Morgan                    |
| 2005 (41:a) | Börje Ahlstedt      | Percy, Buffalo Bill och jag                 | Farfar                    |
| 2005 (41:a) | Michael Nyqvist     | Den bästa av mödrar                         | Hjalmar Jönsson           |
| 2006 (42:a) | Anders Ahlbom       | Hemligheten                                 | Roffe Liljegren           |
| 2006 (42:a) | Peter Engman        | När mörkret faller                          | Håkan                     |
| 2006 (42:a) | David Johnson       | Farväl Falkenberg                           | David                     |
| 2007 (43:e) | Hassan Brijany      | Ett öga rött                                | Halims pappa              |
| 2007 (43:e) | Nicolaj Schröder    | Hata Göteborg                               | Mitander                  |
| 2007 (43:e) | Dan Ekborg          | Se upp för dårarna                          | Ulf Enecke                |
| 2008 (44:e) | Jesper Christensen  | Maria Larssons eviga ögonblick              | Sebastian Pedersen        |
| 2008 (44:e) | Torkel Petersson    | Patrik 1,5                                  | Sven Skoogh               |
| 2008 (44:e) | Per Ragnar          | Låt den rätte komma in                      | Håkan                     |
| 2009 (45:e) | Kjell Bergqvist     | Bröllopsfotografen                          | Jonny                     |
| 2009 (45:e) | Joel Kinnaman       | Johan Falk – Gruppen för särskilda insatser | Frank Wagner              |
| 2009 (45:e) | Sven-Bertil Taube   | Män som hatar kvinnor                       | Henrik Vanger             |

### 2010-talet
| År          | Skådespelare        | Film                                              | Roll             |
| ----------- | ------------------- | ------------------------------------------------- | ---------------- |
| 2010 (46:e) | Peter Dalle         | Himlen är oskyldigt blå                           | Gösta            |
| 2010 (46:e) | David Dencik        | Cornelis                                          | Fred Åkerström   |
| 2010 (46:e) | Ville Virtanen      | Svinalängorna                                     | Kimmo            |
| 2011 (47:e) | Jan Josef Liefers   | Simon och ekarna                                  | Ruben Lentov     |
| 2011 (47:e) | Peter Andersson     | Happy End                                         | Mårten           |
| 2011 (47:e) | Johan Widerberg     | Happy End                                         | Asger            |
| 2012 (48:e) | Peter Carlberg      | Avalon                                            | Klas             |
| 2012 (48:e) | Milan Dragišić      | Äta sova dö                                       | Pappan           |
| 2012 (48:e) | Fares Fares         | Snabba Cash II                                    | Mahmoud          |
| 2013 (49:e) | Sverrir Gudnason    | Monica Z                                          | Sture Åkerberg   |
| 2013 (49:e) | Kjell Bergqvist     | Monica Z                                          | Bengt            |
| 2013 (49:e) | David Dencik        | Hotell                                            | Rikard           |
| 2014 (50:e) | Kristofer Hivju     | Turist                                            | Mats             |
| 2014 (50:e) | Peter Andersson     | Flugparken                                        | Berndt           |
| 2014 (50:e) | Sverrir Gudnason    | Gentlemen                                         | Leo              |
| 2015 (51:a) | Mats Blomgren       | Efterskalv                                        | Martin           |
| 2015 (51:a) | Henrik Dorsin       | Flocken                                           | Tony             |
| 2015 (51:a) | Issaka Sawadogo     | Det vita folket                                   | Josef            |
| 2016 (52:a) | Michael Nyqvist     | Den allvarsamma leken                             | Markel           |
| 2016 (52:a) | Henrik Dorsin       | Flykten till framtiden                            | Bengan           |
| 2016 (52:a) | Johan Kylén         | Jätten                                            | Roland           |
| 2016 (52:a) | Iwar Wiklander      | Hundraettåringen som smet från notan och försvann | Julius           |
| 2017 (53:e) | Stellan Skarsgård   | Borg                                              | Lennart Bergelin |
| 2017 (53:e) | Shia LaBeouf        | Borg                                              | John McEnroe     |
| 2017 (53:e) | Yaser Maher         | The Nile Hilton Incident                          | Kammal Mustafa   |
| 2017 (53:e) | Przemyslaw Sadowski | Jordgubbslandet                                   | Jan              |
| 2018 (54:e) | Eero Milonoff       | Gräns                                             | Vore             |
| 2018 (54:e) | Jens Albinus        | X & Y                                             | namnlös roll     |
| 2018 (54:e) | Fredrik Hallgren    | Sune vs Sune                                      | pappa Rudolf     |
| 2018 (54:e) | Henrik Rafaelsen    | Unga Astrid                                       | Blomberg         |
| 2019 (55:e) | David Dencik        | Quick                                             | Sture Bergwall   |
| 2019 (55:e) | Tomas von Brömssen  | Sune – Best man                                   | Helmer           |
| 2019 (55:e) | Ulf Stenberg        | Fraemling                                         | Mathias          |
| 2019 (55:e) | Bachi Valishvili    | And Then We Danced                                | Irakli           |

### 2020-talet
| År          | Skådespelare             | Film                                   | Roll        |
| ----------- | ------------------------ | -------------------------------------- | ----------- |
| 2020 (56:e) | Ahmad Fadel              | Ghabe                                  | Farid       |
| 2020 (56:e) | Sverrir Gudnason         | Charter                                | Mattias     |
| 2020 (56:e) | Erik Johansson           | Orca                                   | John        |
| 2020 (56:e) | Ville Virtanen           | Den längsta dagen                      | Johannus    |
| 2021 (57:e) | Jonay Pineda Skallak     | Vinterviken                            | Sluggo      |
| 2021 (57:e) | Filip Berg               | Sagan om Karl-Bertil Jonssons julafton | Ruben       |
| 2021 (57:e) | Daniel Castañeda Rincón  | Clara Sola                             | Santiago    |
| 2021 (57:e) | Magnus Krepper           | Vinterviken                            | Frank       |
| 2022 (58:e) | Zlatko Burić             | Triangle of Sadness                    | Dimitry     |
| 2022 (58:e) | Håkan Bengtsson          | Jag är Zlatan                          | Nils-Åke    |
| 2022 (58:e) | Fares Fares              | Boy from Heaven                        | Ibrahim     |
| 2022 (58:e) | Sten Ljunggren           | Bränn alla mina brev                   | Sven Stolpe |
| 2023 (59:e) | Christopher Wagelin      | Syndabocken                            | Fredrik     |
| 2023 (59:e) | Peter Haber              | En dag kommer allt det här bli ditt    | pappa       |
| 2023 (59:e) | Henrik Norlén            | Dogborn                                | Yann        |
| 2023 (59:e) | Johan Ulveson            | Ett sista race                         | Blomman     |
| 2024 (60:e) | David Fukamachi Regnfors | Hypnosen                               | Julian      |
| 2024 (60:e) | Jonas Karlsson           | Jönssonligan kommer tillbaka           | Vanheden    |
| 2024 (60:e) | Magnus Krepper           | Jakt                                   | Greger      |
| 2024 (60:e) | Oscar Skagerberg         | Ur mörkret                             | Viktor      |

## Flerfaldiga vinnare och nominerade
Till och med Guldbaggegalan 2025 har ingen skådespelare vunnit kategorin mer än en gång, men flera har fått en än nominering.
| Skådespelare       | Antal vinster | Antal nomineringar |
| ------------------ | ------------- | ------------------ |
| David Dencik       | 1             | 3                  |
| Sverrir Gudnason   | 1             | 3                  |
| Lennart Jähkel     | 1             | 3                  |
| Magnus Krepper     | 1             | 3                  |
| Michael Nyqvist    | 1             | 3                  |
| Anders Ahlbom      | 1             | 2                  |
| Thommy Berggren    | 1             | 2                  |
| Kjell Bergqvist    | 1             | 2                  |
| Brasse Brännström  | 1             | 2                  |
| Tomas von Brömssen | 1             | 2                  |
| Shanti Roney       | 1             | 2                  |
| Peter Andersson    | 0             | 3                  |
| Henrik Dorsin      | 0             | 2                  |
| Dan Ekborg         | 0             | 2                  |
| Fares Fares        | 0             | 2                  |
| Jonas Karlsson     | 0             | 2                  |
| Sven-Bertil Taube  | 0             | 2                  |
| Johan Widerberg    | 0             | 2                  |
| Ville Virtanen     | 0             | 2                  |